# Ewald von Lochow
Ewald von Lochow, né le 1er avril 1855 et décédé le 11 avril 1942, est un officier prussien qui participe à la Première Guerre mondiale. Il commande le [[3e corps d'armée (Empire allemand)|3e corps]] d'armée et combat au sein de la Ire armée allemande les troupes britanniques aux batailles de Mons et du Cateau. Il combat lors de la bataille de la Marne en formant l'aile droite de la Ire armée allemande. En 1915, à la tête du 3e corps d'armée, il participe à la campagne de Serbie. Il est de retour sur le front de l'Ouest pour participer à la bataille de Verdun où le IIIe corps d'armée s'empare du fort de Douaumont le 25 février 1916. Lochow prend ensuite la tête des opérations de la partie est du front de Verdun. Il commande ensuite la Ve armée allemande, jusqu'à son limogeage en janvier 1917 à la suite de la dernière victoire française sur le front de Verdun.

## Biographie

### Début de carrière
En sortant du corps des cadets en 1873, von Lochow intègre le 2e régiment à pied de la Garde à Potsdam comme second lieutenant. Le 14 octobre 1882, il est nommé premier lieutenant et suit des cours à l'académie militaire. Le 23 mars 1888, il est capitaine au sein du même régiment. Il est détaché de son régiment pour intégrer le Grand État-major. Il obtient ensuite un poste dans l'état-major du 2e corps d'armée à Stettin le 2 avril 1889. Le 2 juillet 1890, Lochow devient le chef d'état-major de la 19e division d'infanterie cantonnée à Trèves. Le 19 octobre 1891, il commande une compagnie du 53e régiment d'infanterie à Cologne.
Le 14 février 1893, Lochow est à nouveau détaché au grand état-major. Le 15 août 1893, il obtient le grade de major et le 10 octobre 1897, il prend la tête d'un bataillon du 36e régiment de fusiliers.
Promu au grade de lieutenant-colonel le 18 avril 1900, il est nommé au ministère de la guerre à la tête du département A1 de l'armée. Il obtient le grade de colonel le 22 avril 1902 et devient le 24 octobre 1903 commandant du 4e régiment à pied de la Garde.
Le 14 juin 1906, Lochow est promu Generalmajor et prend le commandement de la 19e brigade d'infanterie cantonnée à Poznań. Le 3 octobre 1906, il est appelé au Ministère de la Guerre et dirige le département administratif de l'armée. Le 30 mars 1909, il dirige la 2e division de la Garde cantonnée à Berlin et promu Generalleutnant le 17 septembre 1909. Le 1er octobre 1912, il devient le commandant du 3e corps d'armée, il est promu le 16 juin 1913 General der Infanterie.

### Première Guerre mondiale
Ewald von Lochow, au début de la Première Guerre mondiale, est à la tête du 3e corps d'armée au sein de la 1re armée. Il fait mouvement à travers la Belgique et rencontre  conduit le III . Corps dans la première Armée à travers la Belgique. Il combat les troupes alliées à Tirlemont et à Sint-Kwintens-Lennik. Le 24 août, son corps d'armée lutte contre les troupes britanniques à la bataille de Mons. Au cours de la poursuite du BEF, le IIIe corps d'armée est à nouveau impliqué dans la bataille du Cateau. Lochow prend part à la bataille de la Marne où son corps d'armée forme l'aile droite de la Ire armée allemande lors des combats sur l'Ourcq. Le 8 septembre, Lochow doit ordonner la retraite jusqu'à l'Aisne où débute la guerre de position. Le 12 janvier 1915, toutes les attaques françaises sur le front du IIIe corps d'armée sont repoussées. Pour ce fait d'armes, le Kaiser Guillaume II, lui décerne l'ordre Pour le mérite le 14 janvier 1915. Entre mai et juillet 1915, il commande le front entre La Bassée et Arras, il a sous ses ordres plusieurs corps d'armée et parvient à bloquer les tentatives de percées du front en direction de Douai du général Foch.
En octobre 1915, le IIIe corps d'armée est transféré sur le front Sud-Est pour la campagne de Serbie. Au cours de cette campagne, Lochow combat à Rajka, occupe les positions Palanka, Raca et le long de la Lepenica. En reconnaissance de ses actions durant la campagne de Serbie, il reçoit le 13 novembre 1915 l'ordre Pour le Mérite avec les feuilles de chêne.
Le 21 février 1916, Lochow est présent à la tête du IIIe corps d'armée et participe aux premiers combats de la bataille de Verdun. Il réussit à capturer le fort de Douaumont et plus de 6 000 soldats français au cours du mois de février. À la mi-mars, le IIIe corps d'armée épuisé par les combats et affaibli par les pertes est relevé du front de Verdun. Le 15 avril 1916, Lochow laisse son commandement du IIIe corps d'armée pour être nommé responsable du groupe d'assaut est de Verdun.
Le 25 novembre 1916, le Kronprinz Guillaume prend la direction du groupe d'armée portant son nom. Le général Ewald von Lochow lui succède à la tête de la 5e armée. Le 15 décembre 1916, il est responsable de cette armée quand les Français déclenchent la dernière grande contre-attaque sur le front de Verdun et reprennent Vacherauville, une partie de la côte du Poivre, la côte 378 et Bezonvaux. Devant cette lourde défaite pour les troupes allemandes, Lochow est contraint de présenter sa démission le 29 janvier 1917. Dans le même temps, le Kaiser Guillaume II reconnait sa valeur en lui décernant la Grand-Croix de l'Ordre de l'Aigle rouge avec épée et en le nommant « À la suite » du 8e régiment de grenadiers.

## Honneurs et distinctions
- Ordre de la Couronne de Prusse, 1re classe.
- Ordre du Mérite de Prusse.
- Commandant de l'Ordre d'Albert l'Ours, 2e classe.
- Commandant de l'ordre du Lion de Zaeringen, 1re classe.
- Grand-Croix de l'ordre du Mérite militaire de Bavière.
- Grand-Croix de l'ordre d'Henri le Lion.
- Grand-Croix de l'ordre de la Couronne de Wende.
- Grand-Croix de l'ordre d'Albert.
- Croix d'honneur de l'ordre de la Couronne de Wurtemberg.
- Commandant avec étoile de l'ordre de Frédéric.
- Grand-Officier de l'ordre du Mérite militaire de Bulgarie.
- Commandant de l'ordre du Soleil levant (Japon).
- Commandant de l'ordre des Saints-Maurice-et-Lazare, (Italie).
- Commandant de l'ordre de François-Joseph.
- Ordre de Saint-Stanislas de l'Empire de Russie, 3e classe.
- Ordre du mérite militaire d'Espagne, 3e classe.
- Croix de fer (1914), 2e et 1re classe.
- Pour le Mérite : 14 janvier 1915.

avec feuilles de chêne le 13 novembre 1915.
- Croix hanséatique, le 11 décembre 1915.
- Grand-croix de l'ordre de l'Aigle rouge, le 29 janvier 1917.